# Miotropis seminigriventris
Miotropis seminigriventris är en stekelart som först beskrevs av Girault 1917.  Miotropis seminigriventris ingår i släktet Miotropis och familjen finglanssteklar. Inga underarter finns listade i Catalogue of Life.